# Phoroncidia eburnea
Phoroncidia eburnea là một loài nhện trong họ Theridiidae.
Loài này thuộc chi Phoroncidia. Phoroncidia eburnea được Eugène Simon miêu tả năm 1895.